# Kastellholmen
59°19′20″N 18°05′22″Ø / 59.32222°N 18.08944°Ø
Kastellholmen er en ø i Saltsjön i det  centrale Stockholm og er en del af bydelen Skeppsholmen, og har broforbindelse med Skeppsholmen via Kastellholmsbron. Øen har et areal på  3,1 hektar og der er nogle boliger , magasinsbygninger, en skridskopavillonen (skøjtepavillonen) samt Kastellet fra 1848.
Øen har ligesom Skeppsholmen siden 1993 været forvaltet af Statens fastighetsverk, som har til opgave at bevare og udvikle området for fremtiden. Begge øer indgår i Ekoparken.

## Historie
Det oprindelige kastel, som i 1600-tallet anvendtes  til  ammunitionsproduktion og krudtforråd, eksploderede i 1845 og erstattedes med det nuværende Kastel, tegnet af arkitekt Fredrik Blom. Huset, som er bygget i rød tegl, havde lokaler  for officerer og vagtmandskab i to boliger, og tårnet med sit endnu højere trappetårn er forblevet et velkendt landemærke fra søsiden for Stockholm. Batteriet ved kastellets fod udrustedes med otte tolvpundige kanoner. En krudtkælder byggedes en tæt ved.
Øen var en selvstændig  bydel fra 1905-1934. Kastellholmen har haft andre navne (Notholmen, Lilla Beckholmen og Skansholmen) men er kaldt Kastellholmen siden 1720'erne. Orlogsflaget har vajet her siden 1665 og viser, at der er fred i Sverige og at Stockholm ikke er underkastet udenlandsk styre.
Ifølge en arkæologisk undersøgelse fra 2007 findes mere end 30 skibsvrag omkring Skeppsholmen og Kastellholmen, nogle af dem er bygget ind i  kajanlæg og i Kastellholmsbron, og et vrag kan man se med blotte øje ved lavt vandstand.

## Bygninger
Ligesom på naboøen Skeppsholmen er der også på Kastellholmen nogle interessante bygninger som hovedsageligt er tegnet af flådens egne arkitekter. Mest iøjnefaldende er Kastellet formgivet af Fredrik Blom og Skridskopavillonen. Langs den vestlige kyst liger håndværker- og  underofficersboligerne, som  ses på lang afstand over Saltsjön.

## Billedgalleri
- Kastellholmen
- Håndværkerboligerne  spejler sig i Saltsjön, udsigt fra Skeppsholmen.
- En af mange enmandsbunkere minder  om den militære historie.
- Flagkonstabelboligen, Kastellet og kullageret til højre.
- Kastellholmen set fra øst.

## Eksterne kilder og henvisninger
- Wikimedia Commons har flere filer relateret til Kastellholmen
- Statens Fastighetsverk, nulägesbeskrivning Skeppsholmen-Kastellholmen, 2007. PDF 6,4 Mbyte.
- Statens fastighetsverk, Skeppsholmen-Kastellholmen, historik, 2007 PDF 4,7 Mbyte.